# Huvinahalli, Hassan
Huvinahalli là một làng thuộc tehsil Hassan, huyện Hassan, bang Karnataka, Ấn Độ.